# Winterina clavata
Winterina clavata är en svampart som tillhör divisionen sporsäcksvampar, och som beskrevs av Anders Munk. Winterina clavata ingår i släktet Winterina, klassen Sordariomycetes, divisionen sporsäcksvampar och riket svampar. Arten är reproducerande i Sverige.